# Alicia Poto
Pour les articles homonymes, voir Poto.
Alicia Poto, née le 28 mars 1978 à Sydney, est une joueuse de basket-ball australienne possédant également la nationalité néo-zélandaise. Elle est internationale australienne.

## Clubs
- 1996-1999 :  Sydney Flames
- 1999-2000:  Sopron
- 2000-2004 :  CJM Bourges Basket
- 2005 :  Gambrinus Brno
- 2006-2009 :  Sydney Flames
- 2009-2010 :  Dynamo Novossibirsk
- 2010-2011 :  Lattes Montpellier
- 2011-2013 :  Sydney Flames

## Palmarès

### Club
compétitions internationales 
- Vainqueur de la Euroligue 2001

 compétitions nationales 
- Championne WNBL 1997
- Finaliste du championnat WNBL 1998, 2007
- Tournoi de la Fédération 2001
- Coupe de France féminine de basket-ball 2010-2011[2]

### Jeux olympiques d'été
- Jeux olympiques de 2004 à Athènes, Grèce
  -  Médaille d'argent

### Compétitions de jeunes
- Médaille d'or du Championnat du monde junior 1997

- Autres
  - Début en équipe d'Australie en 1999